# 獵戶座V1046
獵戶座V1046，又名BD-04 1183，HD 37017、SAO 132317、HR 1890，是獵戶座的一颗恒星，视星等为6.56，位于銀經208.18，銀緯-18.96，其B1900.0坐标为赤經5h 30m 25s，赤緯-4° -18.96′ 36″。